# Brantes
Brantes är en kommun i departementet Vaucluse i regionen Provence-Alpes-Côte d'Azur i sydöstra Frankrike. Kommunen ligger i kantonen Malaucène som tillhör arrondissementet Carpentras. År 2022 hade Brantes 86 invånare.

## Befolkningsutveckling
Antalet invånare i kommunen Brantes
| Referens: INSEE |